# Ириней Легеза
Ириней Леге́за (настоящее имя и фамилия — Иван Лацуга (Лоцуга)) (укр. Іриней Легеза; 1 апреля 1861, с. Турья Быстрая (ныне Ужгородского района Закарпатской области Украины — 8 сентября 1929, с. Кленовое, там же) — украинский писатель и общественный деятель, просветитель, священник.

## Биография
Родился в семье священника. Обучался в Ужгородской гимназии, затем в духовной семинарии. После её окончания служил священником в родном селе и в с. Кленовом. В 1920-1929 гг. — настоятель греко-католической церкви св. архангела Михаила в с. Турьи-Реметы Перечинского района (Мукачевская грекокатолическая епархия). Активно занимался общественной работой: организовал кредитные кассы, кооперативы «Братства трезвости», призывал строить новые сельские школы и др.

## Творчество
Ириней Легеза — автор многочисленных психологически морализаторских, социально-бытовых и юмористических рассказов.
Писал о скупости кулаков, их моральном вырождении и скудости мысли, противопоставлял им здравый смысл крестьян-лемков. Писал статьи на сельскохозяйственные темы.
- «Цыган и смерть» / Циган і смерть,
- «Как стал Максим прорицателем» / Як став Максим віщуном ,
- «Конец фиглям» / Кінець фіглям,
- «Андрей, блудный сын» / Андрій, блудний син,
- «Святой вечер» / Святий вечір,
- «Черная яма» / Чорна яма,
- «Нищий» / Жебрак,
- «Узник» / В’язник,
- «Как продал Ондуляк Тирчуну» / Як продав Ондуляк Тирчуну,
- «Чичанич» / Чичанич,
- «Бочка со сливами» / Бочка зі сливами,
- «Скупой Ицко» / Скупий Іцко,
- «Последняя карта» / Послідня карта и др.

Рассказ И. Легезы часто публиковались в различных газетах и журналах, в частности в журналах «Наука» и «Місяцеслов» и перепечатывались после смерти автора.